# Apple Music
Chronologie des versions
Beats Music
Apple Music est un service de musique à la demande par abonnement proposé par Apple, annoncé lors de la WWDC 2015 dans le but de concurrencer les plateformes existantes. Un système de radio y est disponible sur tous les appareils Apple ainsi qu'avec Siri, mais également sur Android, sur Internet, Windows et Alexa.
Apple Music est actuellement disponible dans plus de 160 pays.
Le son y est encodé en AAC à 256 kbit/s ou en ALAC 16/24 bits jusqu’à 192 kHz (sans perte),.

## Histoire

### De Beats Music à Apple Music
Le rachat de Beats par Apple en mai 2014 comprend également le service streaming audio Beats Music.
Apple Music est dévoilé lors de la WWDC 2015 le 8 juin 2015, et lancé le 30 juin 2015. Parallèlement, le service musical de Beats est interrompu et les abonnements sont migrés vers le nouveau service. Lors de son lancement, Apple Music est disponible dans environ 100 pays et, dès décembre 2015, Mark Mulligan, analyste spécialisé dans l'industrie musicale, avance un chiffre de 8 millions d'abonnés.
Le nouveau service d'Apple est d'abord introduit sur iPhone, iPad, iPod touch et Apple TV directement dans l'application Musique avec une mise à jour d'iOS (iOS 8.4), ou par une application dédiée sur Apple Watch et iTunes notamment pour les utilisateurs de Windows et des Mac. Le service est plus tard intégré à Siri.
Une application initialement prévue pour l'automne 2015 est rendue disponible en novembre 2015 pour les utilisateurs d'Android, et Beats Music est complètement interrompu le 30 novembre 2015.
Lors du lancement d'Apple Music, Apple crée la station de radio Beats 1, disponible au sein de l'application Musique,.

### Développement du service

#### De 2016 à 2019: installation sur le marché
En avril 2016, le chiffre avancé par Tim Cook est de 13 millions d'abonnés pour le service. En juin suivant, Apple annonce pendant la Worldwide Developers Conference avoir atteint 15 millions d'abonnés payant. En septembre suivant avec iOS 10, l'application Musique a droit à une refonte complète pour mieux intégrer le service musical et la même année Apple annonce que le service est maintenant disponible dans 113 pays.
Un an plus tard, en juin 2017, Apple annonce comptabiliser 27 millions d'abonnés sur son service de streaming musical.
En mars 2018, Apple Music revendique un nombre de 38 millions d'abonnés, le vice-président de la marque Eddy Cue ajoutant aussi qu’il faut rajouter à ce nombre 8 millions d'abonnés « qui sont dans leur période d'essais des trois mois gratuits ». En septembre suivant, le service passe sur la nouvelle application Musique, avec macOS Mojave et l'arrêt d'iTunes sur Mac, comme sur iPhone.
En avril 2019 il est estimé que le service dépasse son concurrent Spotify en nombre d'abonnés aux États-Unis, et en juin Apple annonce ne plus communiquer le nombre d'abonnés précis du service, mais seulement le nombre d'abonnés de l'ensemble de ses services. Depuis l’été 2019, Apple Music est disponible au travers de l’assistant Alexa et un mois plus tard une version web du service est lancé sur tous les navigateurs Web.
En septembre 2019 de nombreuses radios françaises et internationales sont ajoutées gratuitement pour tous au service, notamment par le biais d'accords avec les stations mais également d'un accord intégrant le service TuneIn,. C'est par exemple le cas pour Radio FG, Radio Meuh et Radio Classique, et fin 2019, l'abonnement étudiant à Apple Music permet un accès gratuit à Apple TV+.

#### Depuis 2020: continuité et nouvelles activités

Disponibilité d'Apple Music dans le monde en 2020.

Début 2020, Apple Music est le second service de streaming musical le plus utilisé avec plus de 60 millions d'utilisateurs et une part de marché estimé à 21 % dans le monde, avec plus de 70 millions de morceaux disponibles à l'écoute, ainsi que des d'émissions, des séries, et des concerts.
À l'été 2020, Apple Music remplace sa station de radio Beats 1, par la station Apple Music 1, en plus de créer deux nouvelles stations propres, Apple Music Hits, consacré aux tendances musicales des utilisateurs et Apple Music Country, qui se concentre sur la musique country. En octobre 2020, Apple Music teste un nouveau service aux États-Unis, Apple Music TV, qui est une chaîne de télévision en ligne diffusant un flux musical vidéo, avec des clips, des retransmissions de performances live, des concerts, des interviews, des émissions musicales et des classements, ce nouveau service est disponible pour tous les abonnés des États-Unis sur Apple Music mais également via l'application Apple TV.
En octobre 2020, le service est disponible dans 167 pays à travers le monde, et intégré aux offres Apple One, au même titre qu'iCloud, Apple TV+ et Apple Arcade.
Le 17 mai 2021, Apple annonce qu'Apple Music va offrir une meilleure qualité sonore avec le codec ALAC à partir de juin 2021, ainsi que de l'audio spatial Dolby Atmos, le tout sans coût supplémentaire pour les abonnés Apple Music. En avril suivant, la chaîne Apple Music TV est étendue au Royaume-Uni ainsi qu'au Canada,, et à la mi-2021, le service aurait atteint les 78 millions d'abonnés selon le cabinet MIDiA Research, avec 15 % de part de marché.
En 2021, Apple lance la fonctionnalité « Replay ». À l’instar de Spotify, ce récapitulatif informe l'utilisateur de ses statistiques musicales (artistes, sons les plus écoutés…) ainsi qu’une playlist avec tous les morceaux les plus écoutés. En 2022, Apple réitère l’expérience avec quelques nouveautés, mais le replay est toujours disponible sur le Web uniquement. En 2024, Apple lance une version mensuelle de ce Replay (toujours sur le web uniquement) pour les utilisateurs ayant écoutés « suffisamment de musique » dans le mois.
Le 23 septembre 2022, Apple Music annonce être le sponsor du spectacle de la mi-temps au Super Bowl LVII, animé par la chanteuse Rihanna le 12 février 2023. Il s'agit du premier événement de grande ampleur sponsorisé par Apple Music,,.
En octobre 2022, le service musical passe officiellement le cap symbolique de 100 millions de morceaux disponibles sur le service, puis en décembre, le service déploie la fonctionnalité Sing qui permet aux paroles de suivre la musique plus précisément et de retirer les voix des chanteurs pour faire karaoké,,.
En mai 2024, la plateforme publie un classement des 100 meilleurs albums de tous les temps,.

### Apple Music Classical
En novembre 2021, Apple fait l’acquisition de Primephonic, une application consacrée à la musique classique ; il aura fallu attendre 3 ans pour que l’application sorte finalement sur iOS avec un lancement le 28 mars 2023. Puis, Apple fait l’acquisition du label de musique classique Bis Records. L’application sort finalement le 16 novembre 2023 sur iPad. Elle est également disponible sur Android depuis le 31 mai 2023.
Apple justifie le choix de créer une application séparée car « la musique classique est différente », les morceaux sur l’application sont beaucoup plus détaillé sur Apple Music Classical que sur la version « standard ». Les morceaux de musique classique sont toujours disponible sur la version standard.
L’application sera ajoutée à Carplay le 22 janvier 2024.
L’application est disponible dans le meilleure format audio jusqu’à 192 kHz/24 bits en Lossless haute qualité.
L’application est disponible pour tous les abonnés Apple Music sans coût supplémentaire.

### Identité visuelle

Logo de Beats Music remplacé par Apple Music en 2015.
Logo d'Apple Music de juin 2015 à septembre 2020.
Logo d'Apple Music depuis septembre 2020.
Logo d'Apple Music 1 créée à l'été 2020 pour remplacer Beats 1.

## Controverse
En mars 2019, le concurrent direct d'Apple Music Spotify dépose une plainte auprès de la Commission européenne pour « abus de position dominante ». Le service reproche à Apple de favoriser son service musical, notamment sur ses appareils mobiles, en privilégiant son service Apple Music par rapport aux autres plateformes de distribution sur l'App Store. En mai 2019, la commission ouvre une enquête selon le principe de l'"antitrust" (pour le droit de la concurrence) contre Apple à la suite de la plainte de Spotify.
En avril 2021, la Commission européenne donne raison à Spotify en reprochant à Apple le fait de taxer à 30 % les achats sur l'App Store et de ne pas informer les usagers de moyens de paiement alternatifs.
En mars 2024, Apple perd son procès contre Spotify pour "abus de position dominante". Cette plainte fait suite à la plainte de 2019.

## Apple Music Awards

### Histoire
Depuis décembre 2019, Apple Music attribue des récompenses à l'occasion de la première édition des Apple Music Awards.
En 2021, lors de la troisième édition, Apple Music décide d'augmenter le nombre de catégories en décernant pour la première fois 5 prix à des artistes régionaux : France, Japon, Allemagne, Russie et Afrique,.

### Lauréats
Les lauréats des prix « Artiste de l'année », « Auteur-Compositeur de l'année » et « Révélation de l'année » sont choisis par les créateurs des tendances de l’équipe éditoriale internationale d’Apple Music. Les récompenses « Album de l'année » et « Chanson de l'année » sont eux décernées en fonction des titres les plus diffusés en streaming et des morceaux majoritairement écoutés par les clients d'Apple Music lors de l'année passée.
Les artistes régionaux récompensés sont ceux « qui ont eu le plus grand impact sur le plan culturel et dans les charts dans leurs régions respectives » au cours de l'année écoulée selon Apple.

#### Internationaux
| Édition | Année | Catégorie                       | Gagnant (e) (s)                                           | Sources |
| ------- | ----- | ------------------------------- | --------------------------------------------------------- | ------- |
| 1ère    | 2019  | Artiste de l'année              | Billie Eilish                                             | ,       |
| 1ère    | 2019  | Auteur-Compositeur de l'année   | Billie Eilish et Finneas O'Connell                        | ,       |
| 1ère    | 2019  | Révélation de l'année           | Lizzo                                                     | ,       |
| 1ère    | 2019  | Album de l'année                | When We All Fall Asleep, Where Do We Go? de Billie Eilish | ,       |
| 1ère    | 2019  | Chanson de l'année              | Old Town Road de Lil Nas X                                | ,       |
| 2ème    | 2020  | Artiste de l'année              | Lil Baby                                                  | ,       |
| 2ème    | 2020  | Autrice-Compositrice de l'année | Taylor Swift                                              | ,       |
| 2ème    | 2020  | Révélation de l'année           | Megan Thee Stallion                                       | ,       |
| 2ème    | 2020  | Album de l'année                | Please Excuse Me for Being Antisocial de Roddy Ricch      | ,       |
| 2ème    | 2020  | Chanson de l'année              | The Box de Roddy Ricch                                    | ,       |
| 3ème    | 2021  | Artiste de l'année              | The Weeknd                                                | ,       |
| 3ème    | 2021  | Autrice-Compositrice de l'année | H.E.R.                                                    | ,       |
| 3ème    | 2021  | Révélation de l'année           | Olivia Rodrigo                                            | ,       |
| 3ème    | 2021  | Album de l'année                | SOUR de Olivia Rodrigo                                    | ,       |
| 3ème    | 2021  | Chanson de l'année              | drivers license de Olivia Rodrigo                         | ,       |
| 4ème    | 2022  | Artiste de l'année              | Bad Bunny                                                 | ,       |
| 5ème    | 2023  | Artiste de l’année              | Taylor Swift                                              | [ 74 ]  |
| 6ème    | 2024  | Artiste de l’année              | Billie Eilish                                             | [ 75 ]  |

#### Régionaux
| Édition | Année | Catégorie          | Zone géographique | Gagnant(e)(s)         | Sources |
| ------- | ----- | ------------------ | ----------------- | --------------------- | ------- |
| 1ère    | 2021  | Artiste de l’Année | Afrique           | Wizkid                | ,       |
| 1ère    | 2021  | Artiste de l’Année | France            | Aya Nakamura          | ,       |
| 1ère    | 2021  | Artiste de l’Année | Allemagne         | RIN                   | ,       |
| 1ère    | 2021  | Artiste de l’Année | Japon             | Official HIGE DANdism | ,       |
| 1ère    | 2021  | Artiste de l’Année | Russie            | Scriptonite           | ,       |

#### Artistes multi-récompensés
| Nombre de victoires | Artiste        |
| ------------------- | -------------- |
| 4                   | Billie Eilish  |
| 3                   | Olivia Rodrigo |
| 2                   | Roddy Ricch    |

### Trophée
L'Apple Music Award est un wafer de silicium de 12 pouces, plaqué sous verre, avec des motifs gravés par lithographie à ultraviolets créant des connexions entre des milliards de transistors, le centre représentant des dizaines de puces collées entre elles. C'est un clin d'œil aux « puces intégrées aux appareils qui mettent toute la musique du monde à portée de main » explique Apple. Le trophée est réalisé par les designers d'Apple.

## Abonnement
Le 19 octobre 2021, Apple lance leur nouvelle formule d’abonnement « Apple Music Voice Plan » à 4,99 €/mois, pour écouter de la musique uniquement grâce à Siri avec des playlist crées selon l'humeur de l'utilisateur. Le 1er novembre 2023, Apple supprime cette offre de son application et les abonnement en cours ne seront pas renouvelés. Cette suppression est probablement due au fait qu’Apple ne souhaite pas augmenter les prix de cette formule comme les abonnements Classique qui a pris plus 1 € (9,99 € à 10,99 €), l’abonnement famille qui a pris plus 2 € (14,99 € à 16,99 €) en octobre 2022 et l’abonnement étudiant qui a pris plus 1 € en passant de 4,99 € à 5,99 € en juin 2022.
Il existe trois formes d’abonnement, l’abonnement classique à 10,99 €, l’abonnement étudiant à 5,99 € et l’abonnement famille (partageable avec les membres de sa famille iCloud) à 16,99 €. Le service est également inclus dans toutes les formules de l’abonnement Apple One.